# Harpacticus obscurus
Harpacticus obscurus är en kräftdjursart som beskrevs av T. Scott 1895. Harpacticus obscurus ingår i släktet Harpacticus och familjen Harpacticidae. Arten är reproducerande i Sverige. Inga underarter finns listade i Catalogue of Life.